# Iglesia de El Sagrario
La Iglesia de El Sagrario es un templo católico de la ciudad de Quito, capital de Ecuador. Está ubicada en el Centro Histórico de la urbe, sobre la calle García Moreno, antiguamente conocida como "De las Siete Cruces", a pocos metros de la esquina con la calle Eugenio Espejo. Es parte del conjunto de la Catedral Primada, aunque pareciera más una iglesia independiente que una capilla adjunta, tanto por su tamaño como por su importancia en el imaginario quiteño.

## Origen
El origen de la advocación religiosa de esta iglesia está en que todas las de su tipo (es decir, las iglesias llamadas por el nombre de "Sagrario") son capillas sacramentales o sagrarios de una gran Catedral, a la cual están anexas; cumpliendo al mismo tiempo, y por sí mismas, la función de parroquias del distrito urbano que rodea a la Catedral. Este tipo de capilla sacramental concebida realmente como un templo anexo a otro más grande, compartiendo fachada con la propia Catedral y teniendo al mismo tiempo funciones de parroquia independiente, tiene su origen en la Catedral de Sevilla, y desde allí se extendió el modelo a las Catedrales que los españoles construyeron en el Nuevo Mundo.

## Historia
La construcción de este edificio se dio en el período comprendido entre los siglos XVII y XVIII, gracias a la contribución de la Cofradía del Sagrado Sacramento, que inició con los trabajos de cimentación en el año 1617. La iglesia se edificó sobre una arquería que cerró la antigua quebrada de Zanguña, contigua a la Catedral y que se extendía desde el sector del monasterio de El Tejar por el occidente de la ciudad colonial, hasta la zona actualmente conocida como La Marín; estos trabajos de cimentación fueron dirigidos por el sacerdote jesuita de origen napolitano, Marcos Guerra, y tienen una profundidad de catorce metros en el lado sur y tres metros en el lado norte, pues siguen el nivel de declive que presentaba la mencionada quebrada.
El 4 de noviembre de 1694 llega a Quito el arquitecto José Jaime Ortiz, proveniente de Alicante (España), quien firmó el contrato para la construcción del edificio que fue planteado acorde al estilo italiano neorrenacentista que estaba de moda en la época. El escritor ecuatoriano Julio Pazos Barrera describe al templo de la siguiente forma:

La nave central remata con bóveda de cañón y las dos laterales se cierran con cúpulas pequeñas. En el crucero y sobre las pechinas se observa un tambor y sobre este una media naranja con su linterna. Los interiores de estas estructuras presentan pinturas de ángeles y santos del pincel de Francisco Albán. La fachada del templo, de dos cuerpos, alterna el orden jónico en el primero y el corintio en el segundo. A cada lado de la calle central se observan conjuntos de tres altas columnas que dan un total de doce. Adornan el segundo cuerpo cuatro robustas esculturas en piedra

La fachada se terminó de construir en el año 1706, mientras que el resto de la edificación concluyó en 1715, y entre 1731 y 1747 se acabaron los retablos del interior del templo. El frontispicio fue trabajado bajo la dirección de Gabriel de Escorza Escalante, con el mismo ordenamiento neoclásico que había presidido su obra en la iglesia de San Agustín pocos años atrás

## Decoración interior
La mampara de la nave principal, obra de Legarda, es considerada una de las manifestaciones más ricas del barroco quiteño, a la que Pazos Barrera describe como «una fabulosa talla en madera de comienzos del siglo XVIII. En ella las columnas han dejado paso a formas vegetales que culminan en caprichosos capiteles y cornisas. Reproduce, en el lado interior, los símbolos del altar mayor» La bóveda central, cuya cúpula fue decorada con frescos que reproducen escenas de la Biblia, fue encargada también al maestro Legarda en 1742, quien asignó al pintor Francisco Albán para ese trabajo.
Los retablos, incluido el del altar mayor, fueron dorados por Cristóbal Gualoto, quien estaba a la cabeza de un equipo de cinco oficiales. Entre los retablos menores destaca el de Nuestra Señora del Sagrado Corazón, que posee dos cuerpos superpuestos con columnas entorchadas y nichos; mientras que en otro de los retablos de la Nave del Evangelio se halla conjunto atribuido al afamado escultor cuencano Gaspar de Zangurima.

## Galería

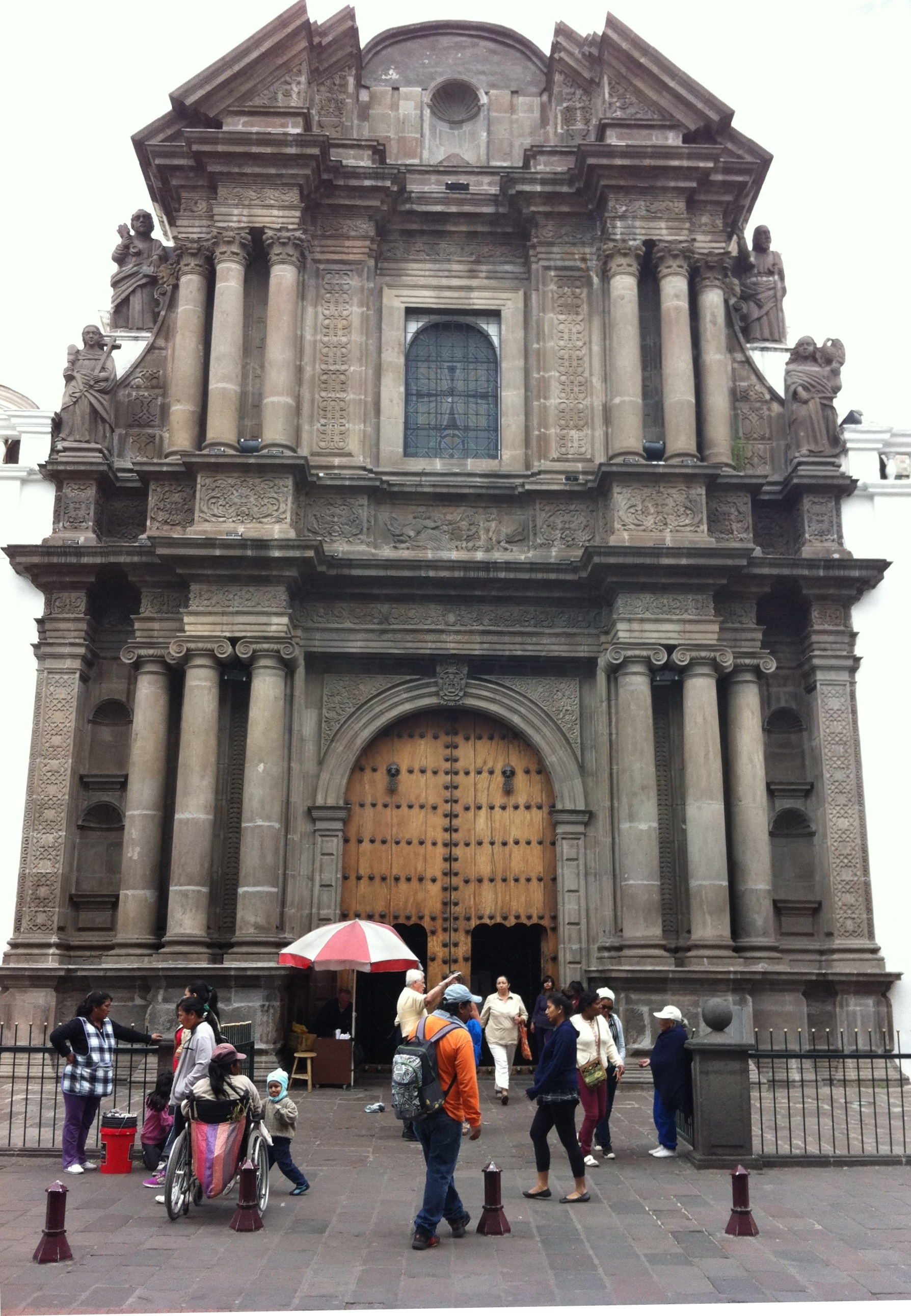
Fachada de la iglesia.
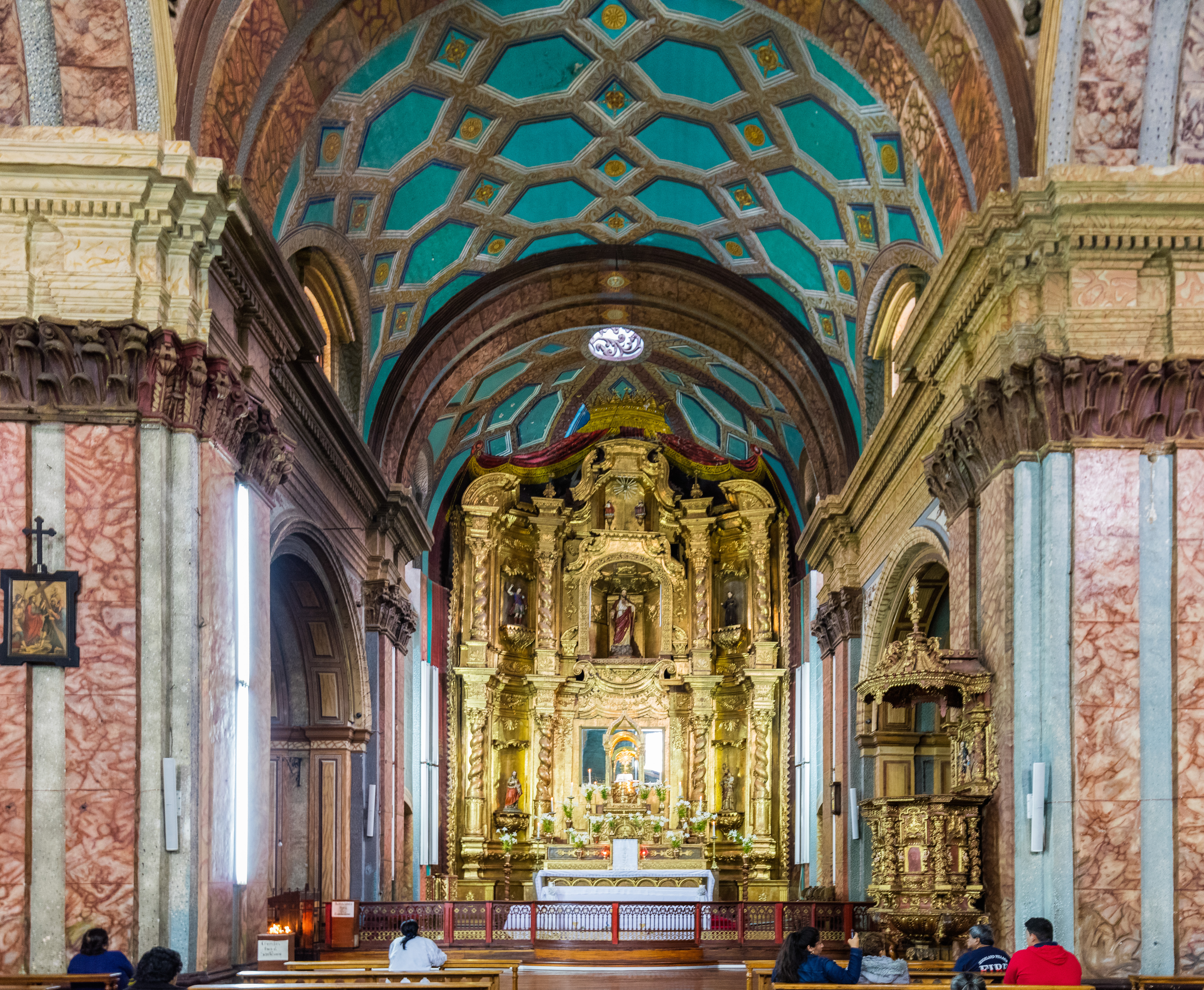
Altar mayor.
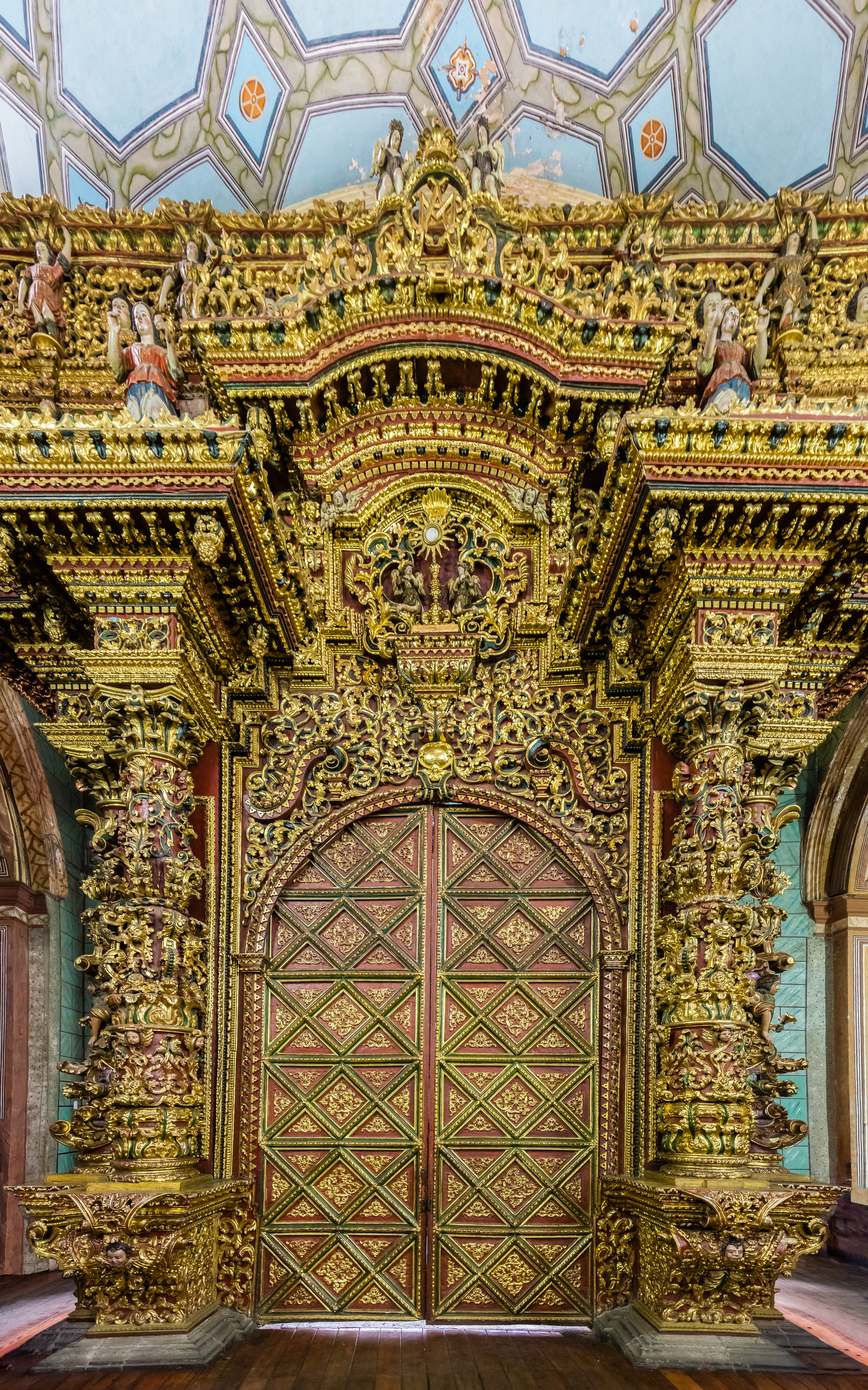
Mampara de ingreso.
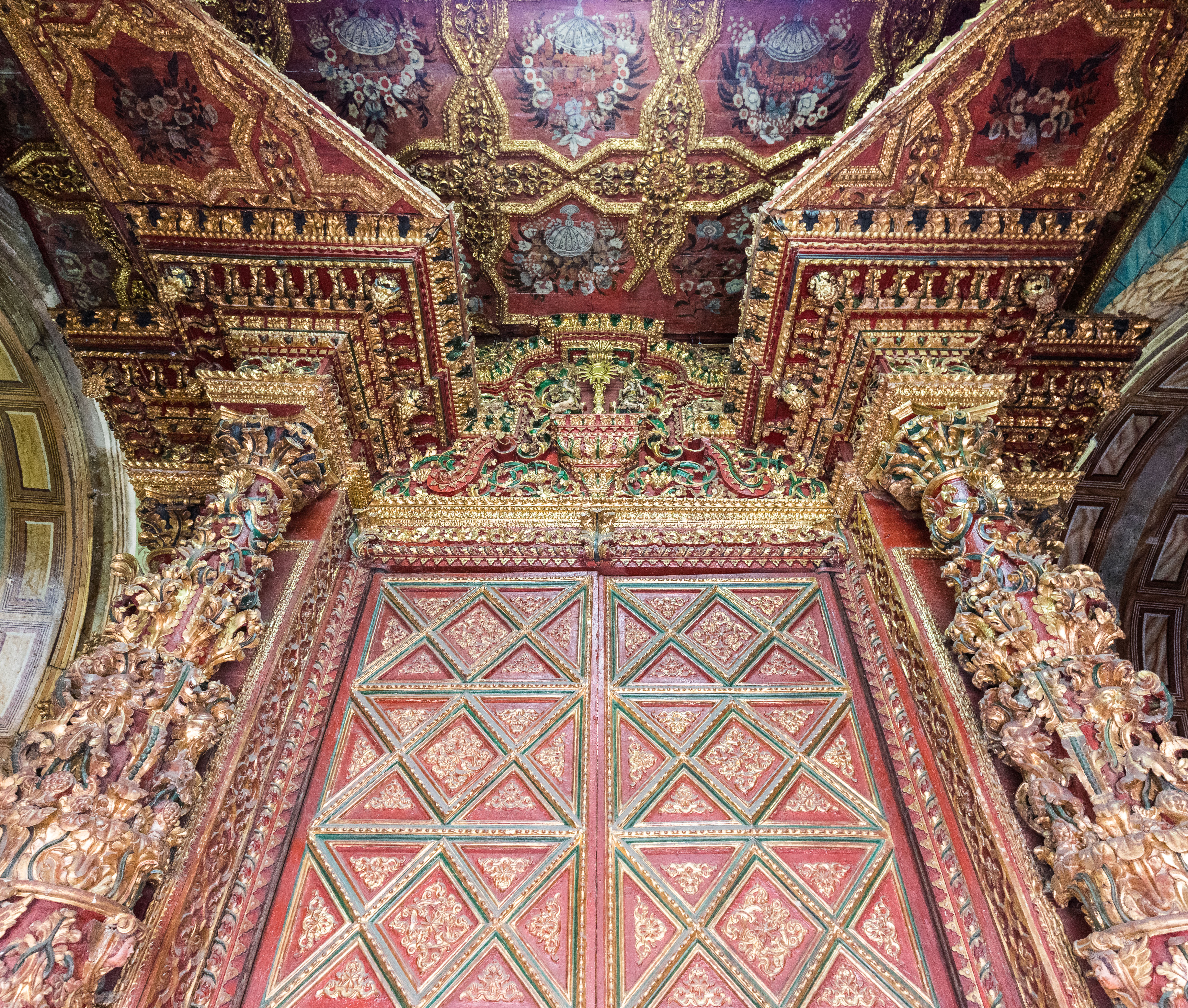
Mampara de ingreso, vista desde la base.
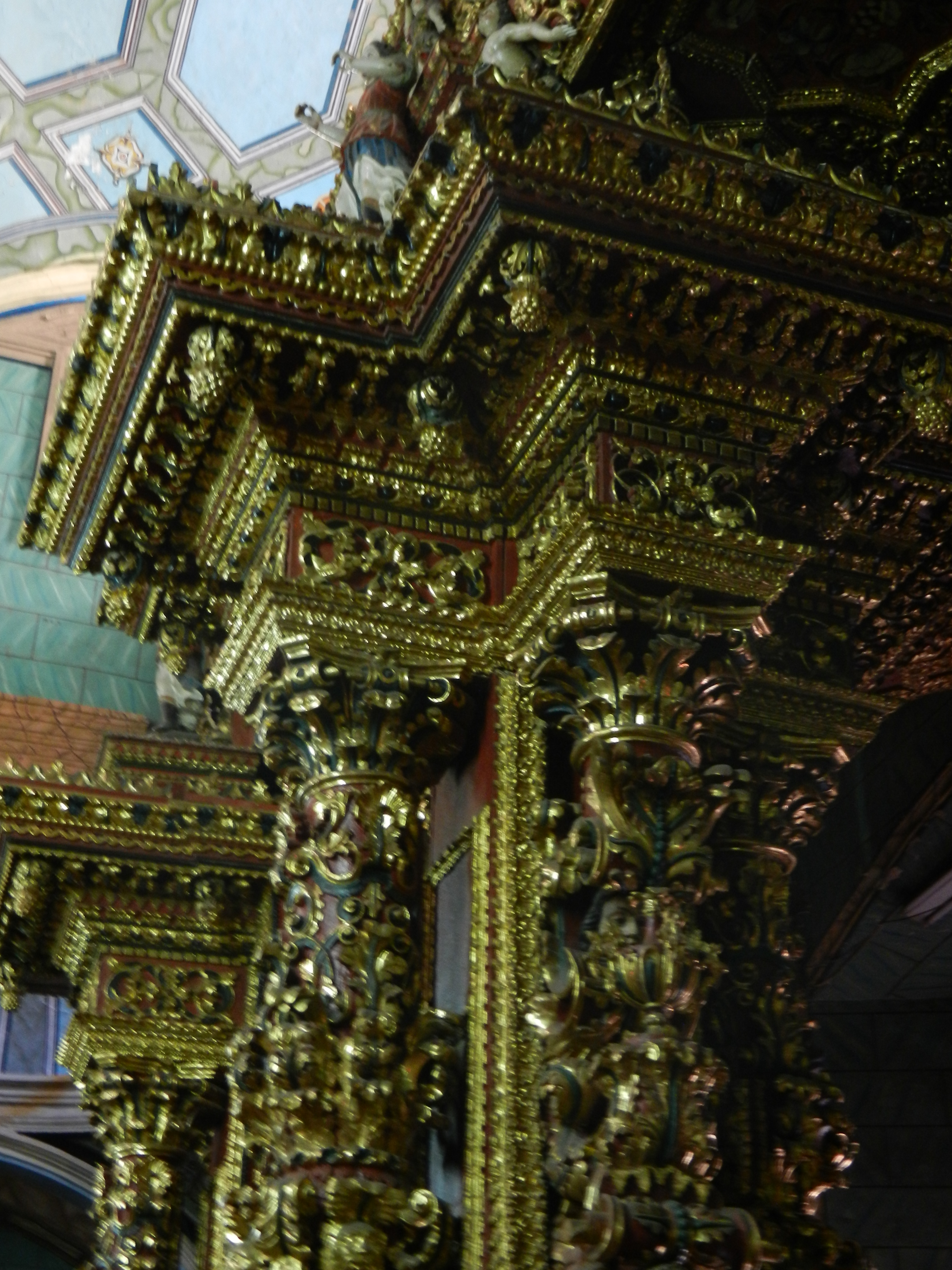
Detalle de uno de los altares de la iglesia.